# Joseph Defaux
Joseph Defaux (Gaurain-Ramecroix, 20 april 1860 - 28 juni 1931) was een Belgisch volksvertegenwoordiger en burgemeester.

## Levensloop
Defaux was steenhouwer en begon al vlug syndicale activiteit te ontwikkelen.
Om die reden had hij het moeilijk met de lokale werkgevers en moest hij ander werk zoeken, dat hij vond bij de aanleg van de spoorweg Edingen-Ronse-Vloesberg.
Hij werd echter toch de eerste permanente secretaris van de steenhouwersvakbond in het Doornikse en bleef dit tot in 1918. 
In zijn geboortedorp werd hij gemeenteraadslid (1904), schepen (1908) en burgemeester (1912-1920). Hij was ook provincieraadslid voor Henegouwen (1912-1918).
In 1918 volgde hij de tijdens de oorlog overleden Emile Royer op als socialistisch volksvertegenwoordiger voor het arrondissement Doornik-Aat. Hij oefende dit mandaat vervolgens uit tot aan zijn dood. Hij bleef ongehuwd.
In Gaurain-Ramecroix werd een monument te zijner nagedachtenis opgericht en is er een 'Résidence Joseph Defaux'.